# Экономика Бангладеш
Бангладеш — слаборазвитое аграрное государство. 36-я экономика среди стран мира по объёму ВВП по ППС (данные МВФ за 2013 год). По номинальному объёму ВВП за 2013 год Бангладеш занимает 58-е место (данные МВФ за 2013 год).

## Сельское хозяйство
В сельском хозяйстве занято 63 % трудоспособного населения, оно даёт 19,7 % ВВП. Характерно натуральное хозяйство. Главной товарной культурой является джут; посевные площади под джутом занимают 0,5 млн га. 
Из технических культур выращивают также чай (57,6 тыс. т), бананы (900 тыс. т).
Главной потребительской культурой является рис, который выращивается на равнинах. Сбор риса в 2005 году составил около 40 млн т. Среди других потребительских культур выделяются сахарный тростник (6,7 млн т), картофель (4,8 млн т), пшеница (ок. 1 млн т), кукуруза (356 тыс. т) и батат (311 тыс. т).
Также рыболовство.

## Промышленность
В промышленности занято 11 % трудоспособного населения, она даёт 28 % ВВП.
Главные промышленные центры — Дакка и Читтагонг. В Читтагонге действует нефтеперерабатывающий и металлургический заводы, а также судостроительные и судоремонтные предприятия. Там же действуют около 80 предприятий по разборке выведенных из эксплуатации судов — утилизация судов в развитых странах жестко регламентирована и весьма затратна, в Бангладеш же рабочая сила очень дешевая, а какой бы то ни было контроль почти отсутствует.

### Горнодобывающая промышленность
Важную роль играет горнодобывающая промышленность. Ведётся добыча природного газа, основные месторождения которого сосредоточены на востоке страны. 
Начата добыча нефти, а также угля невысокого качества. 
В округе Богра добывается известняк.

### Обрабатывающая промышленность
Несмотря на то, что две трети населения Бангладеш занято в сельском хозяйстве, более чем 3/4 доходов страны приходится на текстильную промышленность, которая стала привлекательной для иностранных инвесторов из-за низкой стоимости рабочей силы и низких накладных расходов в конце 1980-х годов. 

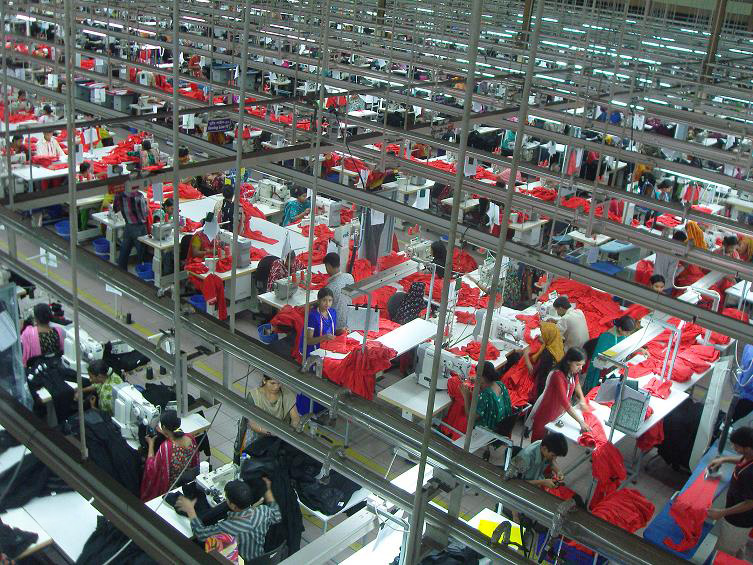
Швейная фабрика в Бангладеш

В этой отрасли занято более чем три миллиона человек, девяносто процентов из которых составляют женщины.
Бангладеш занимает четвёртое место во Всемирной Торговой Организации (ВТО) по производству одежды.
Обрабатывающая промышленность во многом зависит от поставок импортного сырья. Имеются хлопчатобумажные фабрики, работающие в крупных городах (Дакка, Кхулна, Читтагонг и т. д.), также текстильные, джутовые предприятия. 
На собственные ресурсы опираются отрасли, связанные с переработкой сельскохозяйственного сырья, а также заводы по производству минеральных удобрений. Развита целлюлозно-бумажная промышленность — в Силхете производится бумага из бамбука, в Кхулне — картон.
В восточных и северных районах страны действуют сахарные заводы, в округах Читтагонг и Силхет — чайные фабрики.
В 2009-2010 гг. промышленный экспорт составил 12,6 млрд долларов США, тогда как в 2002 году промышленный экспорт составил 5 млрд долларов.

## Энергетика
Суммарные запасы энергоносителей оцениваются в размере 0,47 млрд тут (в угольном эквиваленте).
На конец 2019 года электроэнергетика страны в соответствии с данными EES EAEC характеризуется следующими показателями: 
- установленная мощность-нетто электростанций) 18 291 МВт, в том числе:

тепловые электростанции, сжигающие органическое топливо (ТЭС) — 98,0  % , 
возобновляемые источники энергии (ВИЭ) — 2,0 %.   
- Производство электроэнергии-брутто — 84 551 млн кВт∙ч , в том числе:

ТЭС — 98,6 %,
ВИЭ — 1,4 %. 
- Конечное  потребление  электроэнергии — 78 898  млн кВт∙ч, из которого: промышленность — 44,6  %, бытовые потребители — 41,9 %, коммерческий сектор и предприятия общего пользования — 9,5  %, сельское, лесное хозяйство и рыболовство — 2,2 %, другие потребители — 1,7 %.

Показатели энергетической эффективности (в 2019): 
душевое потребление валового внутреннего продукта по паритету покупательной способности (в номинальных ценах) — 5330 долларов, 
душевое (валовое) потребление электроэнергии — 484 кВт∙ч, 
душевое потребление электроэнергии населением — 203 кВт∙ч. 
Число часов использования установленной мощности-нетто электростанций — 4363 часов.
Атомная энергетика
Атомная энергетика Бангладеш: 
строящаяся АЭС «Руппур» (правительство Бангладеш надеется завершить строительство в 2024 году, а первый блок, как ожидается, начнет коммерческую эксплуатацию в начале 2025 года). 
- Комиссия по атомной энергии Бангладеш

## Транспорт
Аэропорты:
- всего — 16, в том числе:
  - с твёрдым покрытием — 15
  - без твёрдого покрытия — 1

Автомобильные дороги:
- всего — 239226 км, в том числе:
  - с твёрдым покрытием — 22 726 км
  - без твёрдого покрытия — 216 500 км

Железные дороги:
- всего — 2768 км
  - с широкой колеёй — 946 км
  - с узкой колеёй — 1822 км

Водный транспорт:
- всего — 41 судно (более 1000 грт) водоизмещением 328,530 грт/468,509 дедвейт

## Торговля
Экспорт: 11,16 млрд долл.
- Статьи экспорта: одежда, джут и изделия из него, рыба и рыбопродукты
- Партнёры по экспорту: США 25 %, Германия 12,6 %, Великобритания 9,8 %, Франция 4,9 %

Импорт: $14,75 млрд
- Статьи импорта: машины, оборудование, химикаты
- Партнёры по импорту: Китай 17,7 %, Индия 12,5 %, Кувейт 7,9 %, Сингапур 5,5 %, Гонконг 4,1 %

## Доходы населения
На 2013 год минимальный размер оплаты труда составил 1500 така в месяц для всех секторов экономики, не охватываемых отраслевой заработной платой. В швейной промышленности минимальная заработная плата составляет 5300 така в месяц, что составляет $19 долларов США в месяц для всех секторов экономики, не охватываемых отраслевой заработной платой. В швейной промышленности минимальная заработная плата составляет $68 долларов США в месяц.